# Günter Victor Schulz

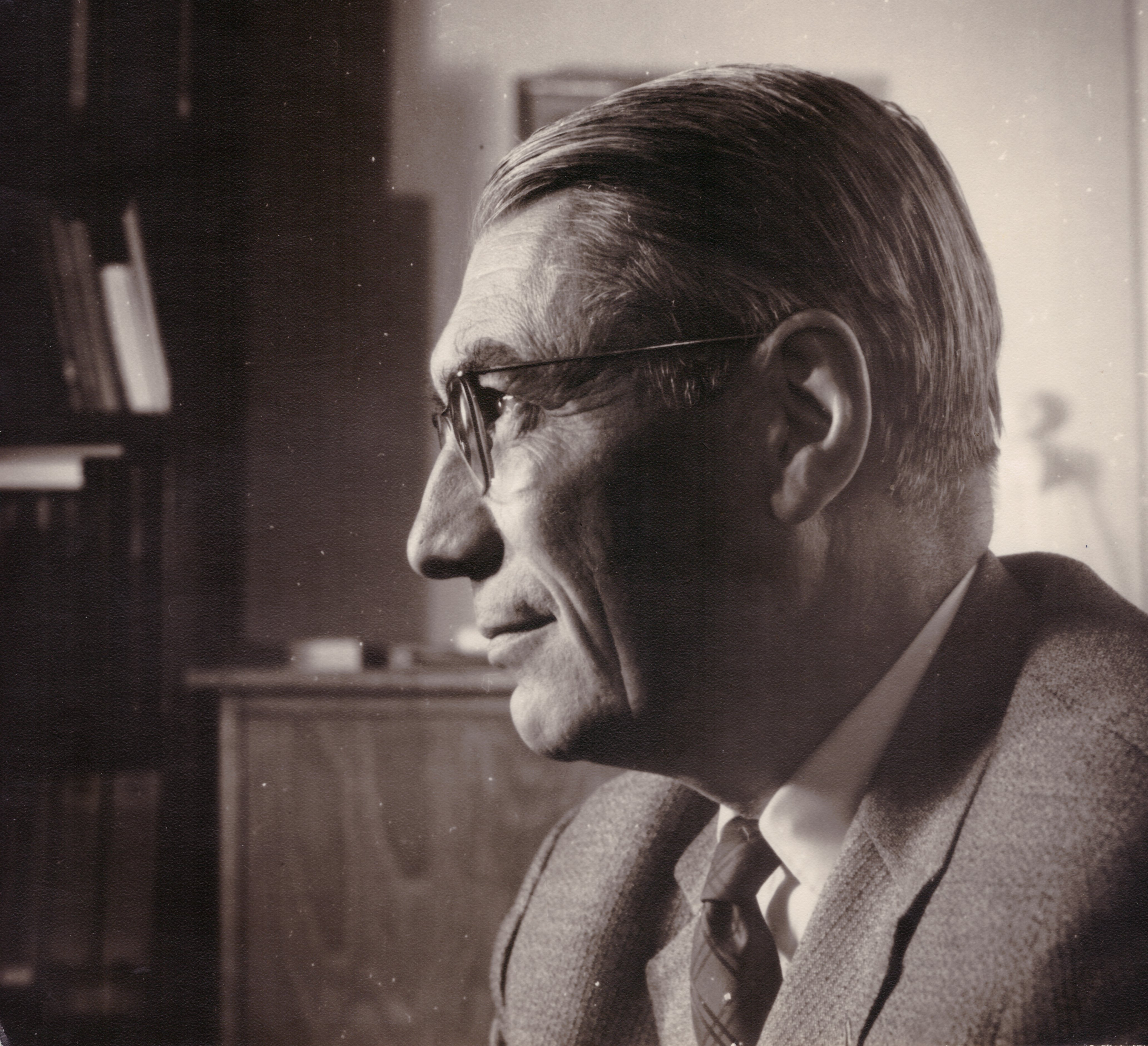
Günter V. Schulz

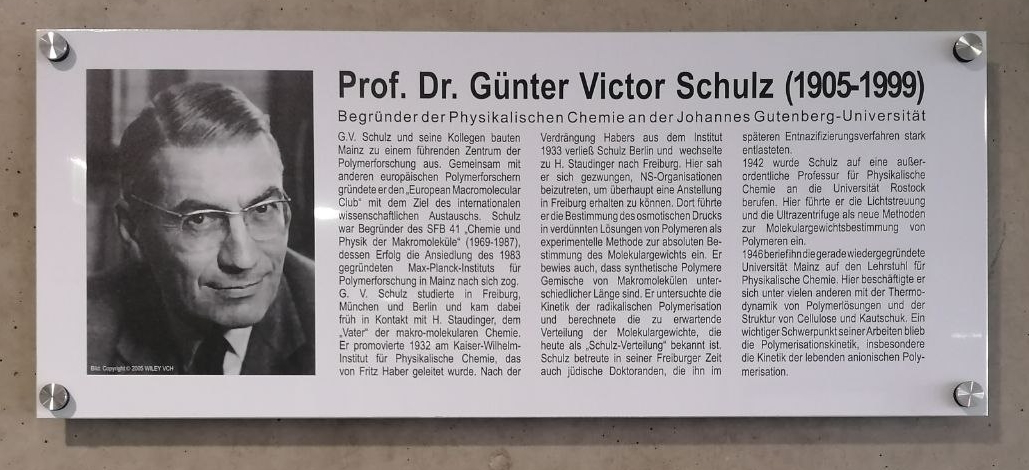
Gedenkschild von Günter Victor Schulz im Schulz-Horner Gebäude der JGU Mainz

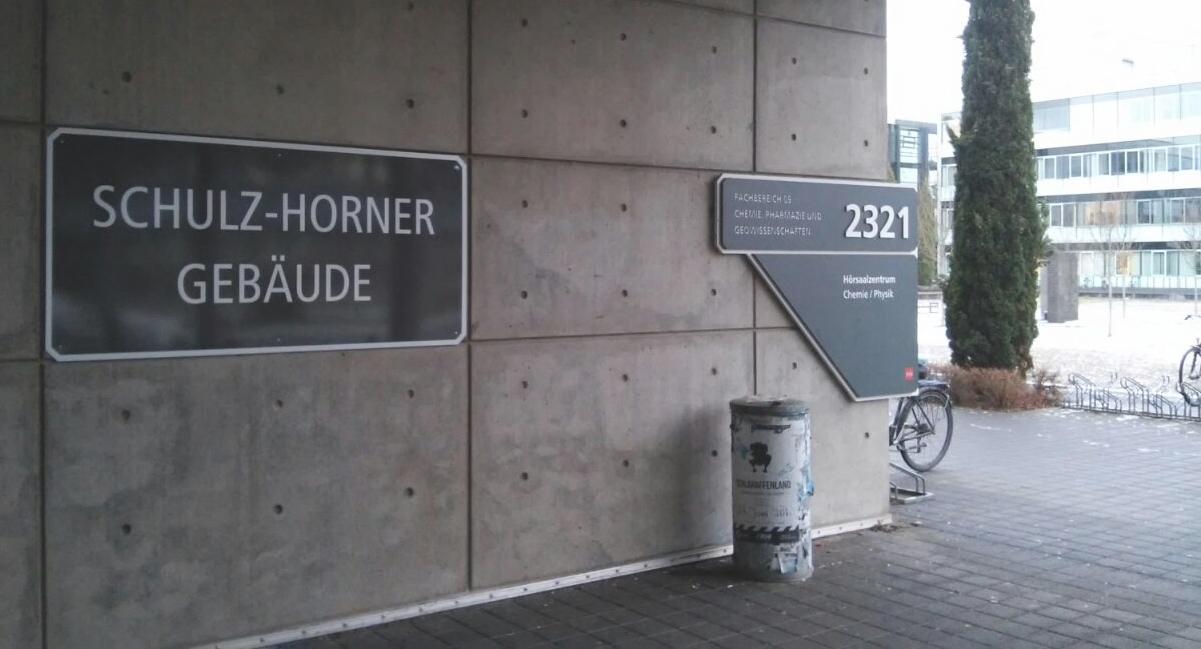
Schulz-Horner Gebäude der Johannes Gutenberg-Universität Mainz zu Ehren von Günter Victor Schulz und Leopold Horner.

Günter Victor Schulz (* 4. Oktober 1905 in Łódź; † 25. Februar 1999 in Mainz) war ein deutscher Chemiker. Er lieferte grundlegende Beiträge zur Makromolekularen Chemie.

## Leben
Günter Victor Schulz wurde 1905 in Łódź, das damals zu Russland gehörte, geboren. 1914 siedelte er mit seinen Eltern nach Berlin um. Schulz studierte Chemie in Freiburg, München und Berlin und promovierte 1932 im damaligen Kaiser-Wilhelm-Institut für physikalische Chemie bei Fritz Haber und Herbert Freundlich. 1936 erfolgte die Habilitation bei Hermann Staudinger in Freiburg.
Im Jahre 1942 nahm er einen Ruf als außerordentlicher Professor für physikalische Chemie an der Universität Rostock an und wechselte 1946 an die Universität Mainz, wo er das Institut für physikalische Chemie leitete. 1973 erhielt er den Hermann-Staudinger-Preis, 1980 wurde ihm die DECHEMA-Medaille verliehen.
Zu seinen Doktoranden gehört Axel Müller.

## Arbeitsgebiete
Seine Arbeitsgebiete waren die Physikalische Chemie makromolekularer Systeme, besonders die Kinetik und Thermodynamik von Polymerisationsreaktionen. Schulz berechnete die Molmassenverteilung zusammen mit deren Zahlen- und Gewichtsmittel bei der radikalischen Polymerisation zunächst unter der Annahme, dass der Abbruch durch Disproportionierung erfolgte, später auch für einen Kombinationsabbruch (Schulz-Flory-Verteilung, Molekulargewichtsverteilung). Die Arbeiten von Schulz auf diesem Gebiet waren von fundamentaler Bedeutung für das Verständnis der Polymereigenschaften.

## Ehrungen
Am 23. Januar 2019 wurde das Gebäude 2321 des Hörsaalzentrums Chemie/Physik auf der Johannes Gutenberg-Universität Mainz zum Schulz-Horner Gebäude ernannt.